# عشقت را به من بده ۲
عشقت را به من بده ۲ (به هندی: De De Pyaar De 2) یک فیلم کمدی رمانتیک هندی محصول سال ۲۰۲۵ به کارگردانی انشول شارما که دنباله‌ای بر فیلم عشقت را به من بده (۲۰۱۹) است و اجی دیوگن، رانگاناتان مدهوان، راکول پریت سینگ و سونیل شتی در این فیلم بازی می‌کنند. در حال حاضر این فیلم برای اکران در ۲ می ۲۰۲۵ برنامه‌ریزی شده است.

## داستان
طرح داستان از همان جایی که فیلم قبلی متوقف شد شروع می‌شود. آشیش مهرا، سرمایه‌گذار ۵۵ ساله در لندن که عاشق دختر مستقل ۳۱ ساله بنام عایشه می‌شود و رابطه‌ای جدی برای زندگی مشترک ایجاد می‌کند. آشیش پس از اینکه قبلاً تأیید خانواده‌اش (در فیلم قبلی) را دریافت کرده بود، تصمیم می‌گیرد با خانواده عایشه ملاقات کند تا تأیید آنها را جلب کند. آنچه در ادامه می‌آید، موردی است که بین آشیش و پدر عایشه وجود دارد.

## ساخت
فیلمبرداری در ژوئن ۲۰۲۴ در بمبئی و مهاراشترا آغاز شد.